# بيوس هاينز
بيوس هاينز (بالألمانية: Pius Heinz)‏ هو لاعب بوكر ألماني، ولد في 4 مايو 1989 في Odendorf ‏ في ألمانيا.